# Бехзади, Хомаюн
Хомаюн Бехзади (перс. همایون بهزادی‎; 20 июня 1942, Хорремабад — 22 января 2016, Тегеран) — иранский футболист, нападающий, а также тренер.

## Клубная карьера
В структуру столичного клуба Шахин попал в возрасте 12 лет, а через 4 года дебютировал за основную команду. В 1967 году покинул клуб, который прекратил существование из-за финансовых проблем, и перешёл в «Пайкан». В следующем году подписал контракт с «Персеполисом». Из-за тяжелой травмы, полученной на Кубке Азии 1968, Бехзади вернулся в «Пайкан». Там он выиграл в 1970 году тегеранскую Премьер-лигу. В том же году вернулся в «Персеполис» и помог клубу дважды стать национальным чемпионом.

## Карьера за сборную
В 1966 году он выиграл серебряную медаль на Азиатских играх в Таиланде. Он дважды выигрывал Кубок Азии с Ираном: в 1968 году — когда он забил 4 гола в 4 матчах, а также сравнял счёт в финальном матче, который закончился победой 2-1 против Израиля (и стал одним из лучших бомбардиров турнира), и в 1972 году.

## Карьера тренера
Перед началом своей тренерской деятельности, Бехзади тренировал «Персеполис», когда отсутствовал главный тренер клуба Алан Роджерс. В 1975 году английский специалист покинул клуб, и Хомаюн стал главным тренером. Его первый матч в роли менеджера был товарищеской встречей против клуба «Малаван», а первый официальный — против «Рах Ахан». После этого «Персеполис» выиграл и сыграл вничью дважды, а затем столкнулся с «Таджем» (сейчас Эстегляль) в Тегеранском дерби. Тогда «красные» проиграли со счётом 1:3, а Бехзади утверждал, что игроки соперников употребляли наркотики. Иск был отклонён, а Хомаюн отстранён от игр на два месяца.

### Статистика тренера
| Команда    | Страна | С            | По         | Record  | Record | Record | Record | Record | Record | Record | Record |
| И          | В      | Н            | П          | Побед % | ЗМ     | ПМ     | ±      |        |        |        |        |
| ---------- | ------ | ------------ | ---------- | ------- | ------ | ------ | ------ | ------ | ------ | ------ | ------ |
| Персеполис | Иран   | 6 марта 1975 | 9 мая 1975 | 15      | 7      | 4      | 4      | 046,67 | 23     | 14     | +7     |

## Достижения

### Клубные
Персеполис 
- Чемпион Ирана: 1971/72, 1973/74

### Сборная
- Серебряный призёр Летних Азиатских игр 1998
- Обладатель Кубка Азии: 1968, 1972